# Журавлиха (Московская область)
Журавлиха — деревня в городском округе Шаховская Московской области.

## Население
| 1859 | 1926 | 2002 | 2006 | 2010 |
| ---- | ---- | ---- | ---- | ---- |
| 363  | ↗440 | ↘12  | ↘2   | ↗145 |

## География
Деревня расположена в южной части округа, у границы с Можайским районом, примерно в 23 км к югу от райцентра Шаховская, у истоков ручья Синичкина (левый приток реки Малой Иночи), высота центра над уровнем моря 240 м. Ближайшие населённые пункты — Дор на юго-западе и Горки Можайского района на юго-востоке.
В деревне две улицы: Дачная и Центральная.
В 1,5 км от деревни останавливаются автобусы № 35, 45 и 50, идущие до райцентра.

## Исторические сведения
В 1769 году деревня Журавленка показана на карте Генерального межевания как деревня Хованского стана Рузского уезда Московской губернии в составе владения Коллегии экономии (ранее — Новоиерусалимского монастыря), относившегося к сельцу Высоцкое, Псково тож.
В середине XIX века деревня Журавлиха относилась ко 2-му стану Можайского уезда и принадлежала Департаменту государственных имуществ. В деревне находилось волостное правление, было 35 дворов, 184 души мужского пола и 187 душ женского.
В «Списке населённых мест» 1862 года — казённая деревня 2-го стана Можайского уезда Московской губернии по левую сторону торгово-просёлочного Гжатского тракта, в 42 верстах от уездного города, при колодцах, с 49 дворами и 363 жителями (178 мужчин, 185 женщин).
По данным на 1890 год входила в состав Канаевской волости, число душ мужского пола составляло 174 человека.
В 1913 году — 84 двора.
В 1917 году Канаевская волость была присоединена к Волоколамскому уезду, а в 1924 году ликвидирована согласно постановлению президиума Моссовета, и деревня была включена в состав Серединской волости.
По материалам Всесоюзной переписи населения 1926 года в деревне проживало 440 человек (215 мужчин, 225 женщин), насчитывалось 98 крестьянских хозяйств, имелась школа, располагался Журавлихинский сельсовет.
С 1929 года — населённый пункт в составе Шаховского района Московской области.
12 июля 1929 года—19 февраля 1933 года — деревня Журавлихинского сельсовета Шаховского района (до 23 июля 1930 года — в составе Московского округа).
19 февраля 1933 года—1 февраля 1963 года, 11 января 1965—3 февраля 1994 года — деревня Дорского сельсовета Шаховского района.
1 февраля 1963—11 января 1965 года — деревня Дорского сельсовета Волоколамского укрупнённого сельского района.
3 февраля 1994 года—29 ноября 2006 года — деревня Дорского сельского округа Шаховского района.
29 ноября 2006 года—8 декабря 2015 года — деревня сельского поселения Серединское Шаховского района.
8 декабря 2015 г. — н. в. — деревня городского округа Шаховская Московской области.